# ريبيكا وينغ
ريبيكا وينغ (بالإنجليزية: Rebecca Wing) هي لاعبة جمباز فني أمريكية، ولدت في 15 يوليو 1992 في المملكة المتحدة.

## وصلات خارجية
- ريبيكا وينغ على موقع الاتحاد الدولي للجمباز (licence) (الإنجليزية)
- ريبيكا وينغ على موقع الاتحاد الدولي للجمباز (biography) (الإنجليزية)
- ريبيكا وينغ على موقع اللجنة الأولمبية الدولية (الإنجليزية)
- ريبيكا وينغ على موقع أوليمبيديا (الإنجليزية)
- ريبيكا وينغ على موقع اللجنة الأولمبية البريطانية (الإنجليزية)
- ريبيكا وينغ على موقع اتحاد ألعاب الكومنولث (مؤرشف) (الإنجليزية)